# FC Malamuk
FC Malamuk is een voetbalclub uit de Groenlandse plaats Uummannaq. De club komt uit in de Coca Cola GM, de hoogste divisie van Groenland. De thuiswedstrijden worden gespeeld in het Nuuk Stadion in de hoofdstad Nuuk. FC Malamuk won de competitie van 2004.
Middenvelder Kaassa Zeeb speelde vroeger voor het Groenlands voetbalelftal.

## Resultaten
- Coca Cola GM

2004

## Bekende (ex-)spelers
- Kaassa Zeeb